# Episodi di La guerra dei mondi (prima stagione)
Questa voce contiene trame, dettagli e crediti dei registi e degli sceneggiatori della prima stagione della serie televisiva La guerra dei mondi.
Negli Stati Uniti, la serie andò in onda in syndication dal 7 ottobre 1988 al 15 maggio 1989. In Italia, la stagione fu trasmessa a partire dal 22 giugno 1992 da Italia 1.
| n° | Titolo originale            | Titolo italiano | Prima TV USA     | Prima TV Italia |
| -- | --------------------------- | --------------- | ---------------- | --------------- |
| 1  | The Resurrection            | Il risveglio    | 7 ottobre 1988   | 22 giugno 1992  |
| 2  | The Walls of Jericho        |                 | 10 ottobre 1988  |                 |
| 3  | Thy Kingdom Come            |                 | 17 ottobre 1988  |                 |
| 4  | A Multitude of Idols        |                 | 24 ottobre 1988  |                 |
| 5  | Eye for an Eye              |                 | 31 ottobre 1988  |                 |
| 6  | The Second Seal             |                 | 7 novembre 1988  |                 |
| 7  | Goliath Is My Name          |                 | 14 novembre 1988 |                 |
| 8  | To Heal the Leper           |                 | 21 novembre 1988 |                 |
| 9  | The Good Samaritan          |                 | 26 dicembre 1988 |                 |
| 10 | Epiphany                    |                 | 2 gennaio 1989   |                 |
| 11 | Among the Philistines       |                 | 9 gennaio 1989   |                 |
| 12 | Choirs of Angels            |                 | 16 gennaio 1989  |                 |
| 13 | Dust to Dust                |                 | 23 gennaio 1989  |                 |
| 14 | He Feedeth Among the Lilies |                 | 30 gennaio 1989  |                 |
| 15 | The Prodigal Son            |                 | 6 febbraio 1989  |                 |
| 16 | The Meek Shall Inherit      |                 | 13 febbraio 1989 |                 |
| 17 | Unto Us a Child Is Born     |                 | 20 febbraio 1989 |                 |
| 18 | The Last Supper             |                 | 6 marzo 1989     |                 |
| 19 | Vengeance Is Mine           |                 | 17 aprile 1989   |                 |
| 20 | My Soul to Keep             |                 | 24 aprile 1989   |                 |
| 21 | So Shall Ye Reap            |                 | 1 maggio 1989    |                 |
| 22 | The Raising of Lazarus      |                 | 8 maggio 1989    |                 |
| 23 | The Angel of Death          |                 | 15 maggio 1989   |                 |